# Valdebernardo
Valdebernardo és un barri administratiu de Madrid pertanyent al districte de Vicálvaro.
Va ser constituït formalment com a entitat independent el 2017, després de la reorganització administrativa del districte dut a terme pel Ajuntament de Madrid. El PAU (Programa de Actuación Urbanística) es remunta a la dècada de 1980, i va ser assumit per l'administració regional el 1989. Hi va haver un projecte per construir una esfera armil·lar monumental de 92 metres d'altura a la zona, tot i així el projecte no va arribar a materialitzar-se. Dos bulevards perpendiculars (Indalecio Prieto i José Prat) vertebren la zona. Té una àrea de 2.354258 km². Té una població de 17,851 habitants (1 de febrer de 2020).